# John Fiedler
John Donald Fiedler, född 3 februari 1925 i Platteville, Wisconsin, död 25 juni 2005 i Englewood, New Jersey, var en amerikansk skådespelare och röstskådespelare. Han gjorde bland annat originalrösten till Nasse i Nalle Puh. Han var även med i ett Star Trek-avsnitt på 1980-talet. Han avled i cancer dagen efter att kollegan och nära vännen Paul Winchell dog. Efter Fiedlers död fick Travis Oates göra rösten åt Nasse.